# رانلد لودر
رانلد لودر (انگلیسی: Ronald Lauder؛ زادهٔ ۲۶ فوریهٔ ۱۹۴۴) بیزنس‌من، فعالی سیاسی و خیّر آمریکایی است. او وارث استه لودر، و رئیس کنگره جهانی یهودیان است.
وی همچنین برندهٔ جوایزی همچون لژیون دونور (شوالیه) شده‌است.